# 5138 Gyoda
Az 5138 Gyoda (ideiglenes jelöléssel 1990 VD2) a Naprendszer kisbolygóövében található aszteroida. T. Hioki és S. Hayakawa fedezte fel 1990. november 13-án.